# Pierre Tack
Pierre Tack (Courtrai, 18 décembre 1818 - Courtrai 11 avril 1910) est un avocat et un homme politique membre du Parti catholique.

## Biographie
Pierre Armand Tack, né à Courtrai le 18 décembre 1818, est un fils du brasseur Pierre Tack et d'Isabelle Devos. Il épouse Sophie Roels à Saint-Omer, le 18 mai 1847. Ils ont ensemble plusieurs enfants.
Il fait des études secondaires au Collège de Courtrai. Après des études à l'Université catholique de Louvain, il obtient un diplôme de docteur en droit en août 1844. Il s'inscrit comme avocat au barreau de Courtrai. De 1849 à 1854 (date de son entrée à la Chambre des représentants), il assume la fonction de secrétaire communal de Courtrai.
En 1863, il est élu conseiller communal de Courtrai et échevin de 1867 à 1870 et de 1872 à 1907.
En 1854, il est élu député de l'arrondissement de Courtrai à la Chambre des représentants sur la liste catholique et accomplit ce mandat sans interruption jusqu'en 1908.
À la Chambre des représentants, il occupe ces différentes fonctions :
- secrétaire en 1856-1857 ;
- vice-président de 1871 à 1878 et de 1884 à 1897 ;
- président de la Commission de comptabilité de 1872 à 1878 et de 1885 à 1889 et en 1897 ;
- membre de la Commission des finances de 1871 à 1908, et président pendant quelques années.

Tack est brièvement ministre des Finances en juillet-août 1870 dans le gouvernement d'Anethan marqué par la crise financière provoquée par la guerre franco-allemande de 1870. En 1897, il est nommé ministre d'État.
Le 2 mai 1904, il est fêté pour son demi-siècle de parlementarisme par le Sénat et la Chambre des représentants dont il était devenu le doyen.
Dans ses activités privées, il était aussi :
- président d'honneur de l'Association pour l'histoire et l'archéologie de Courtrai ;
- administrateur de la Banque de Courtrai ;
- membre du Conseil d'administration de la Caisse générale d'épargne et de retraite ;
- membre et président de la Caisse des dépôts et consignations.

## Hommages et distinctions
En 1897, il est nommé ministre d'État. Il y a une avenue Pierre Tack à Courtrai et une rue Pierre Tack à Lokeren.
Il a reçu les distinctions suivantes :
- Grand cordon de l'ordre de Léopold.
- Grand cordon de l'ordre de Notre-Dame de la Conception de Vila Viçosa (Portugal).
- Commandeur de l'ordre de la Croix de Takovo (Serbie).